# Château de Montguyon
Le château de Montguyon est une forteresse médiévale située à Montguyon, en Charente-Maritime.

## Historique
C'est une puissante place forte dès le XIe siècle. La forteresse est signalée dès 1080.
En 1404, Rosine de Montaut-Mussidan, dame de Montendre et Montguyon l'apporte en dot à Guy II de La Rochefoucauld, seigneur de Verteuil et de Barbezieux, et la famille de La Rochefoucauld le conserve jusqu'en 1683 et sa vente sur saisie.
En 1451, à la suite de la bataille de Montguyon, Dunois libère la forteresse de la présence anglaise.
C'est une place forte protestante durant les guerres de religion.
Henri de Navarre, le futur Henri IV, y séjournera, plusieurs fois, entre 1571 et 1586.
Les 7 et 8 juillet 1621, le roi Louis XIII et Anne d'Autriche ont séjourné au château.
En 1683, Pélagie de Rohan-Chabot achète la baronnie qui reste la propriété des Rohan jusqu'à la Révolution.
En 1793, la foudre qui s'est abattue sur la tour, a provoqué un incendie. C'est une ruine qui est vendue comme bien national.
De 1980 à 1984, l'A.S.P.H.M. va faire restaurer les écuries du château. De 1996 à 2001, l'Association pour la Sauvegarde et la Valorisation du Patrimoine de Montguyon fait consolider et reconstruire les remparts de la fortification.
La vieille tour est inscrite à l'inventaire des monuments historiques, le 11 février 1929, l'arrêté a été annulé et remplacé par l'inscription de l'ensemble du château, des vestiges et des anciennes écuries, le 23 juillet 2004.

## Description
Le château est bâti sur un éperon rocheux qui porte des traces du pont-levis.
Le château, précédé d'une basse-cour, dans laquelle sont construites les écuries, et d'un pont-levis est constitué d'un corps de logis flanqué d'une tour du XIIIe siècle, remaniée au XIVe siècle, qui aurait eu une hauteur de 50 mètres avec sa toiture ; mais il n'en reste qu'une ruine après l'incendie de 1793. En 1982 un pan du donjon s'est effondré après une secousse tellurique.
Des inscriptions de maximes ont été relevées sur les murs du second étage.

Vues du château
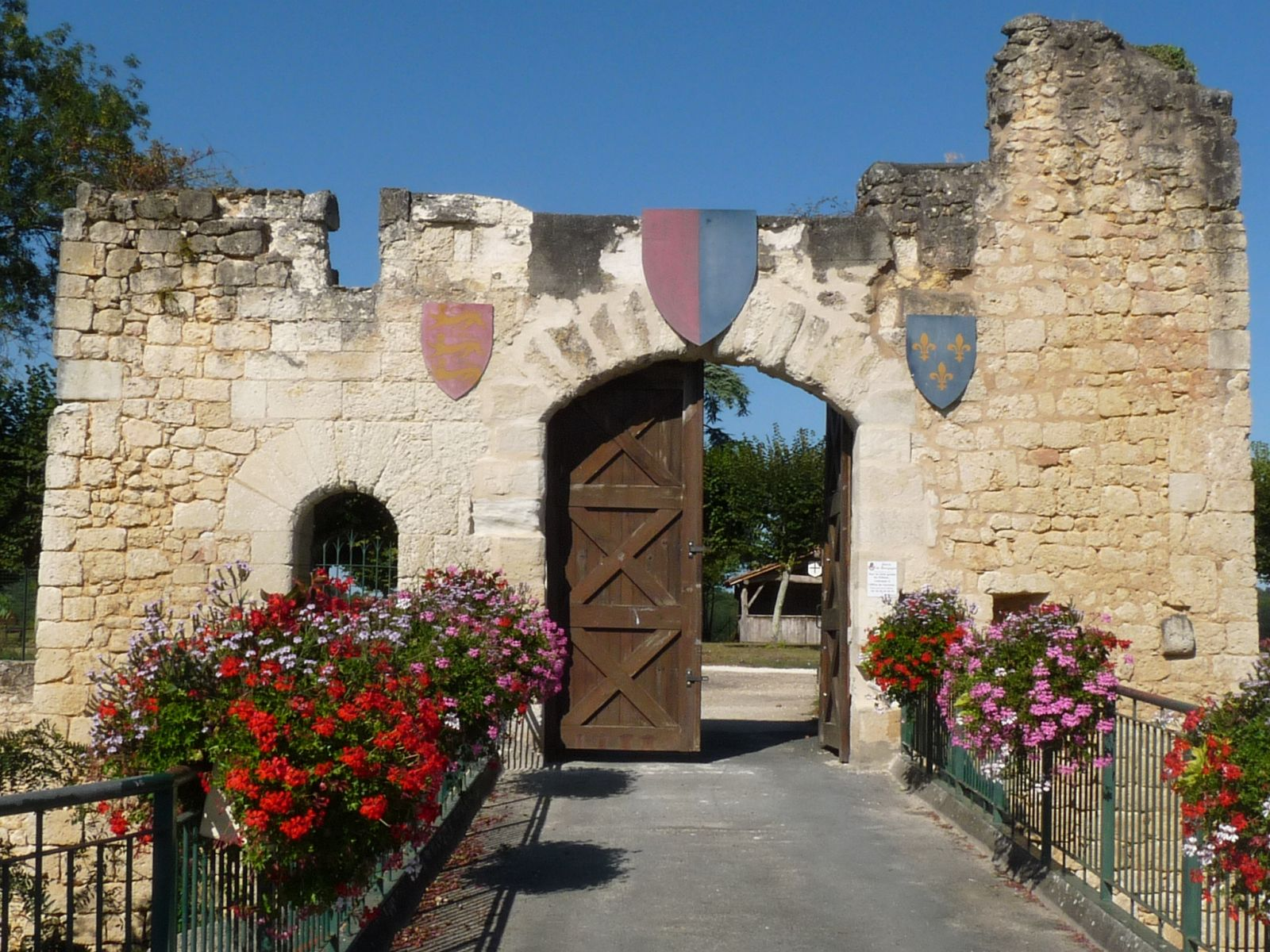
L'entrée et l'ancien pont-levis.
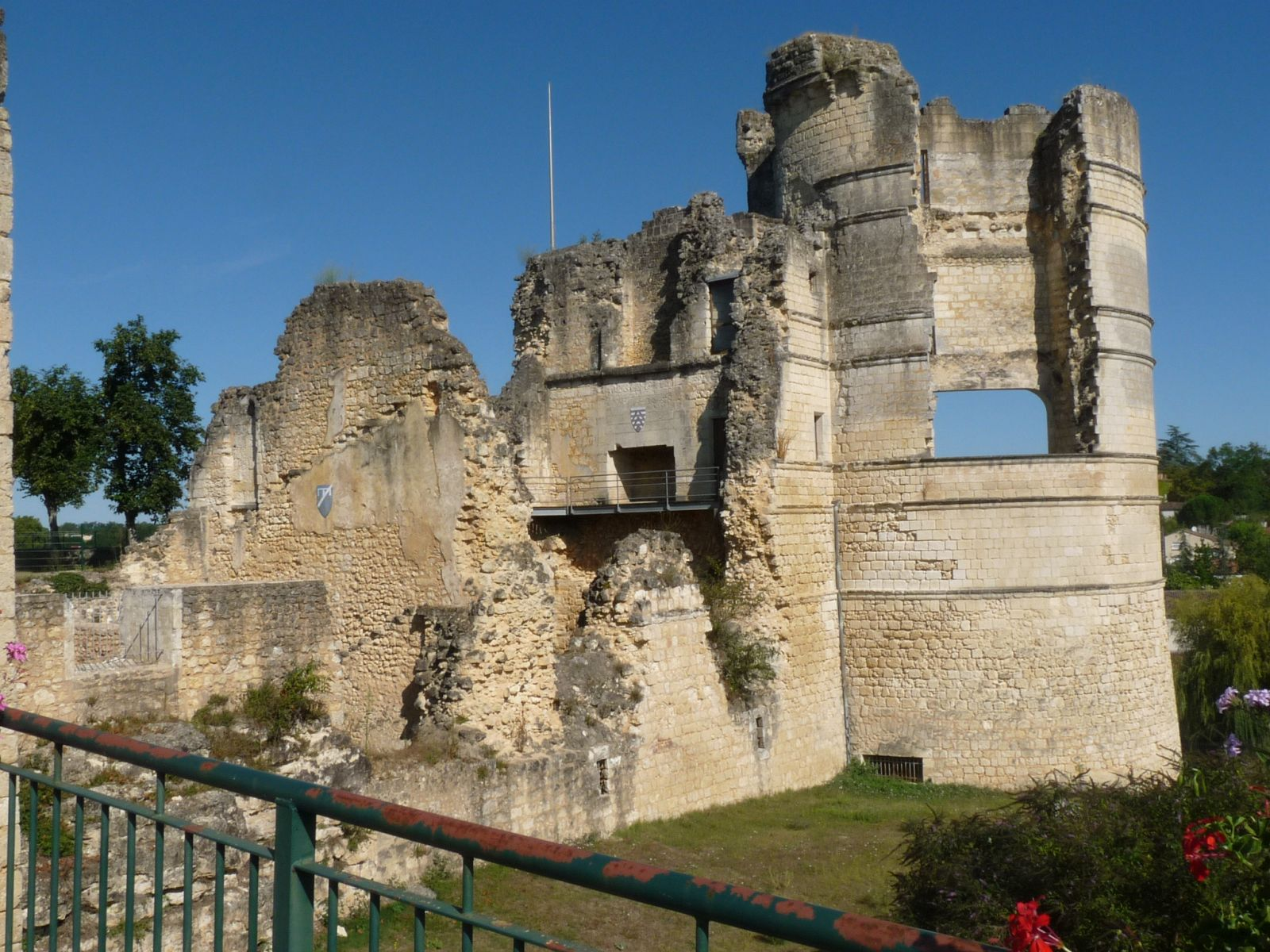
Le corps de logis et le donjon vus de l'entrée.
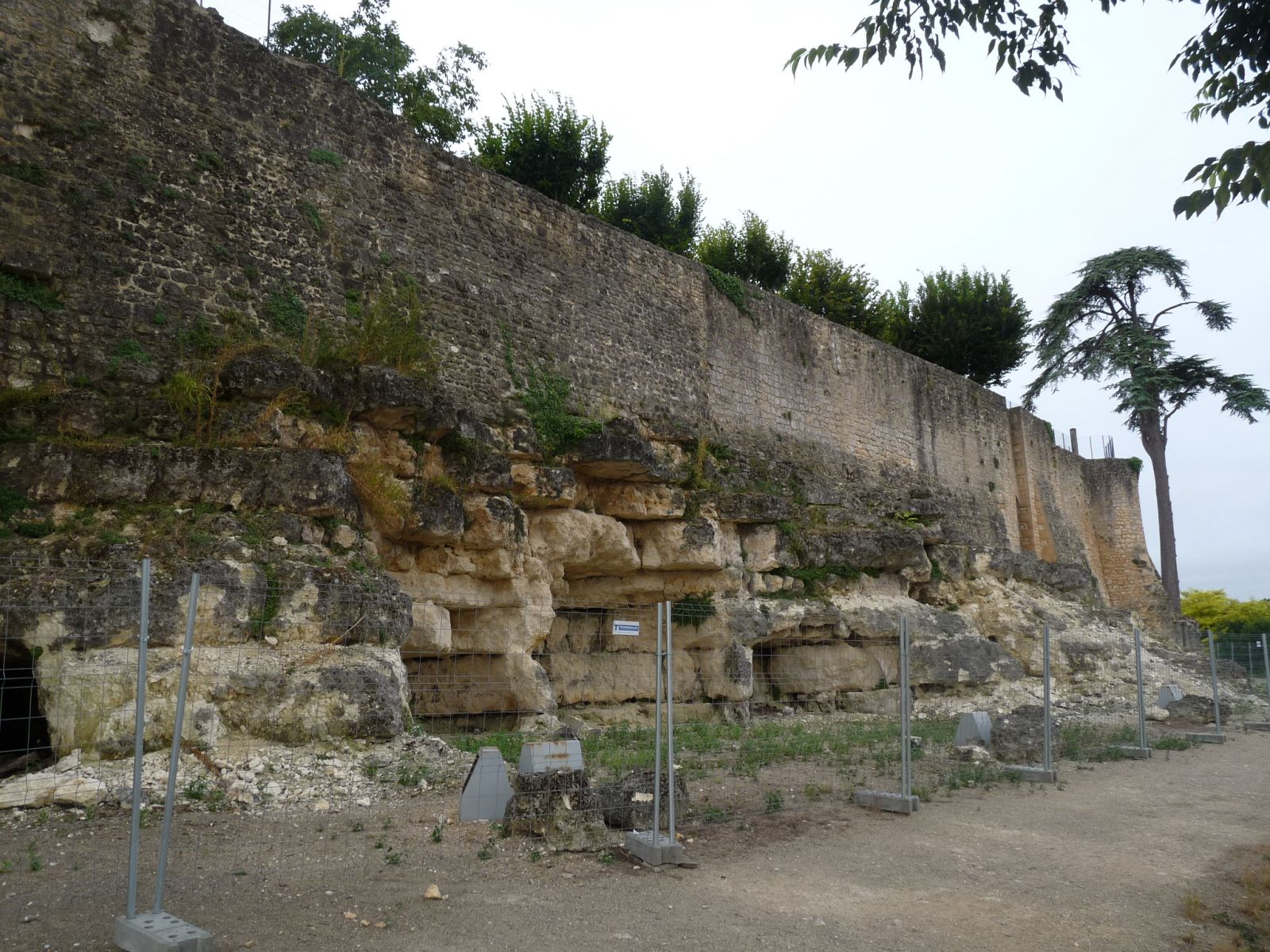
Les remparts côté nord.
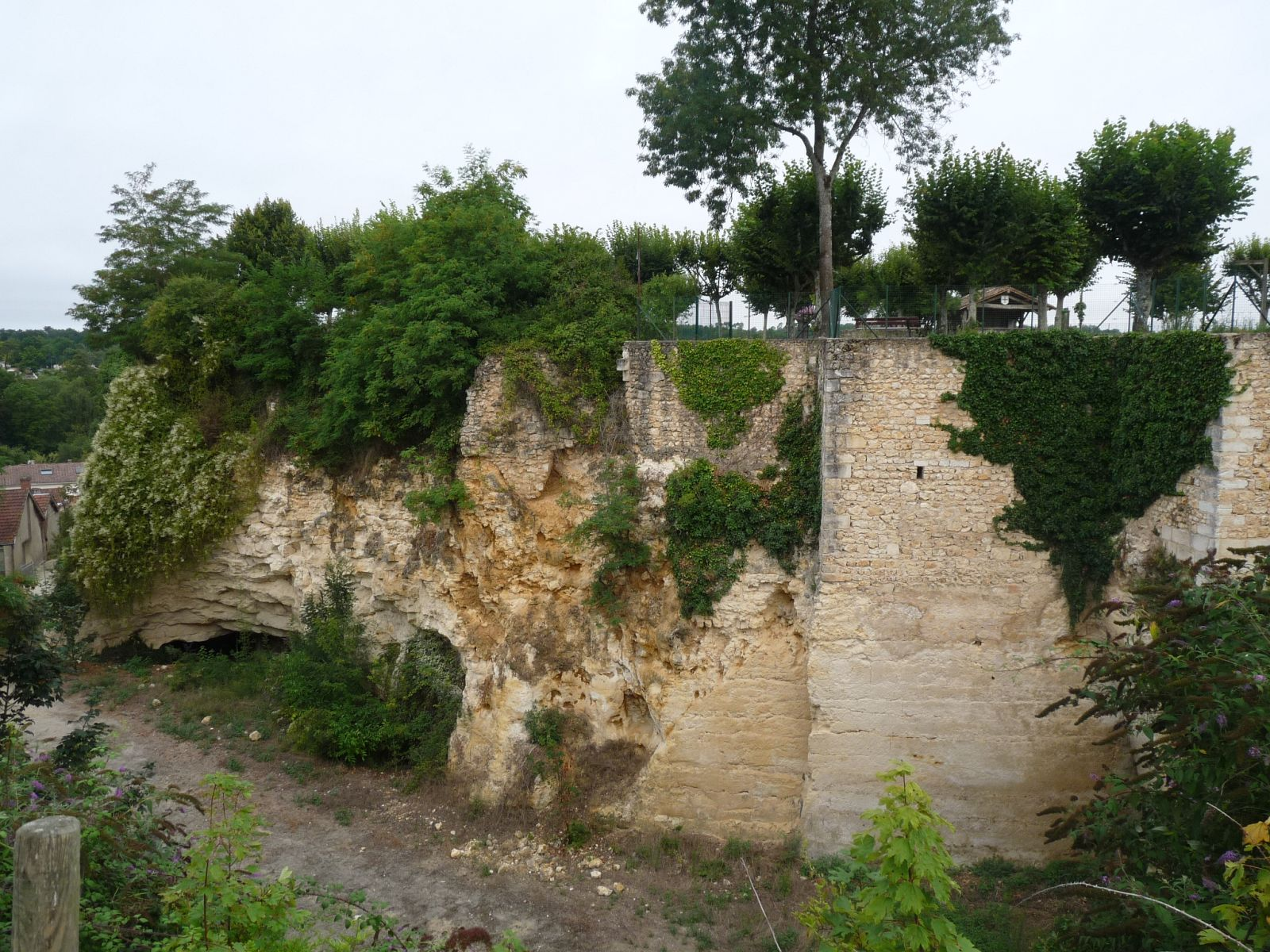
Les remparts côté sud.
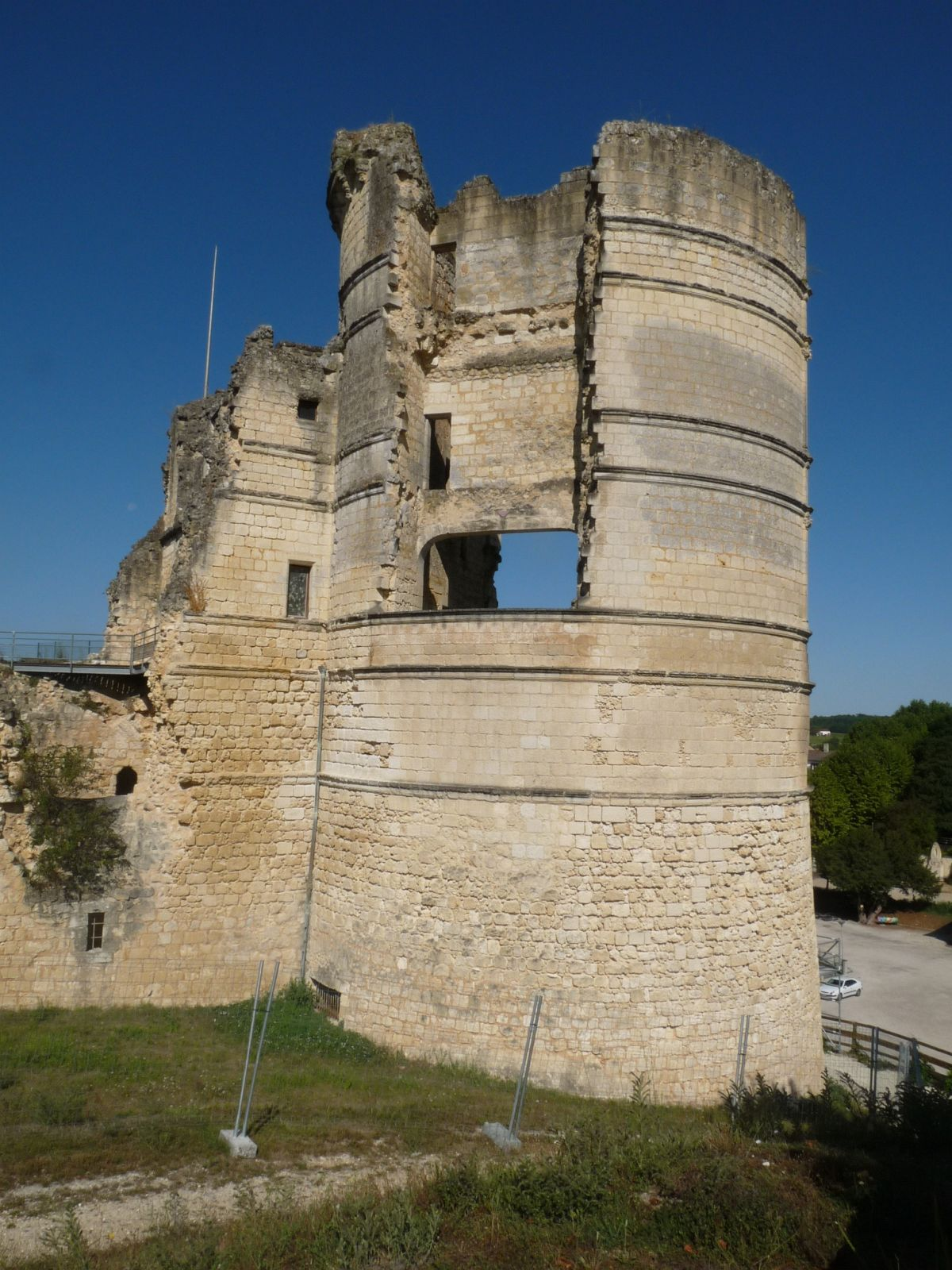
Le donjon.
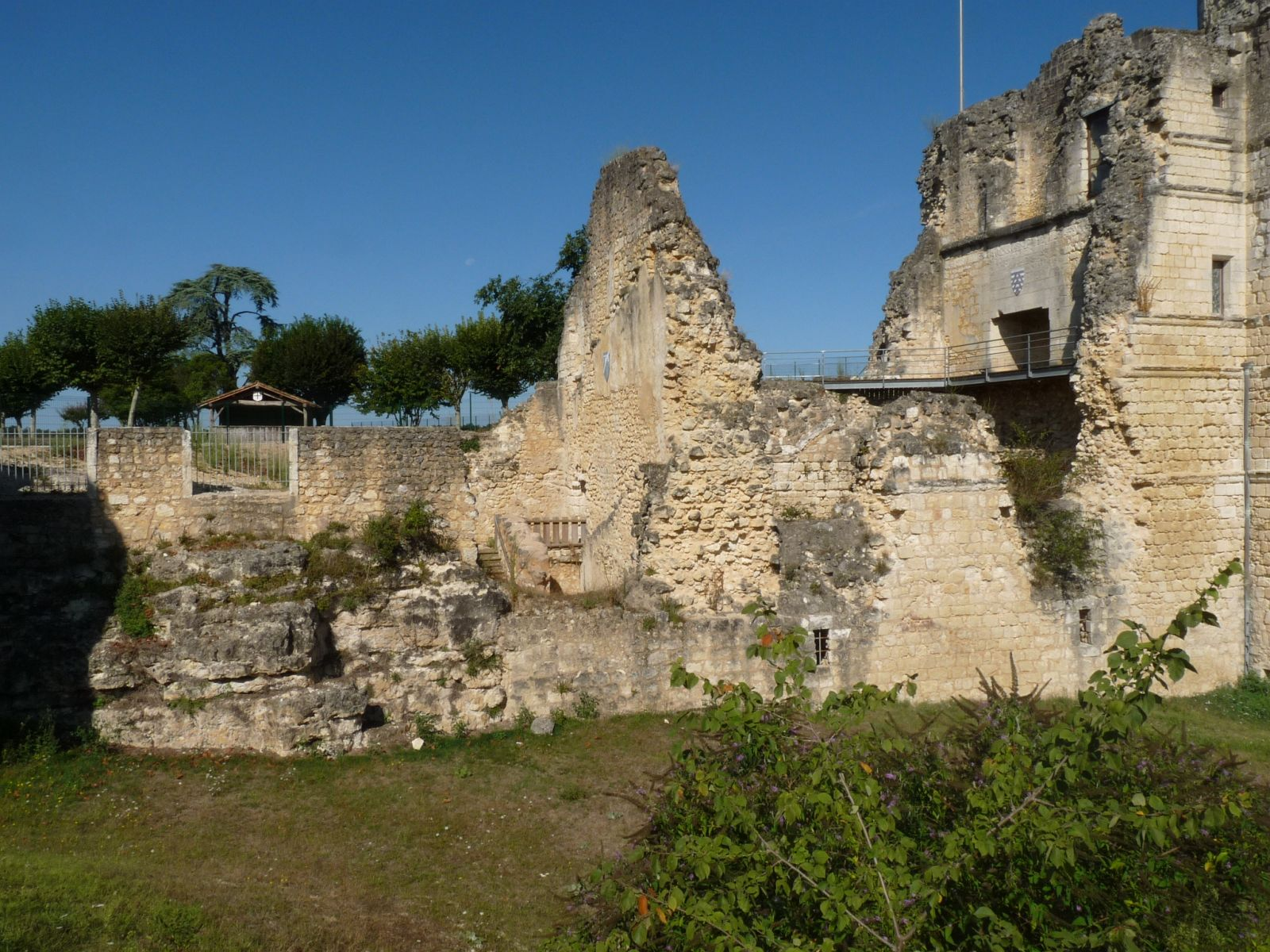
Le corps de logis.
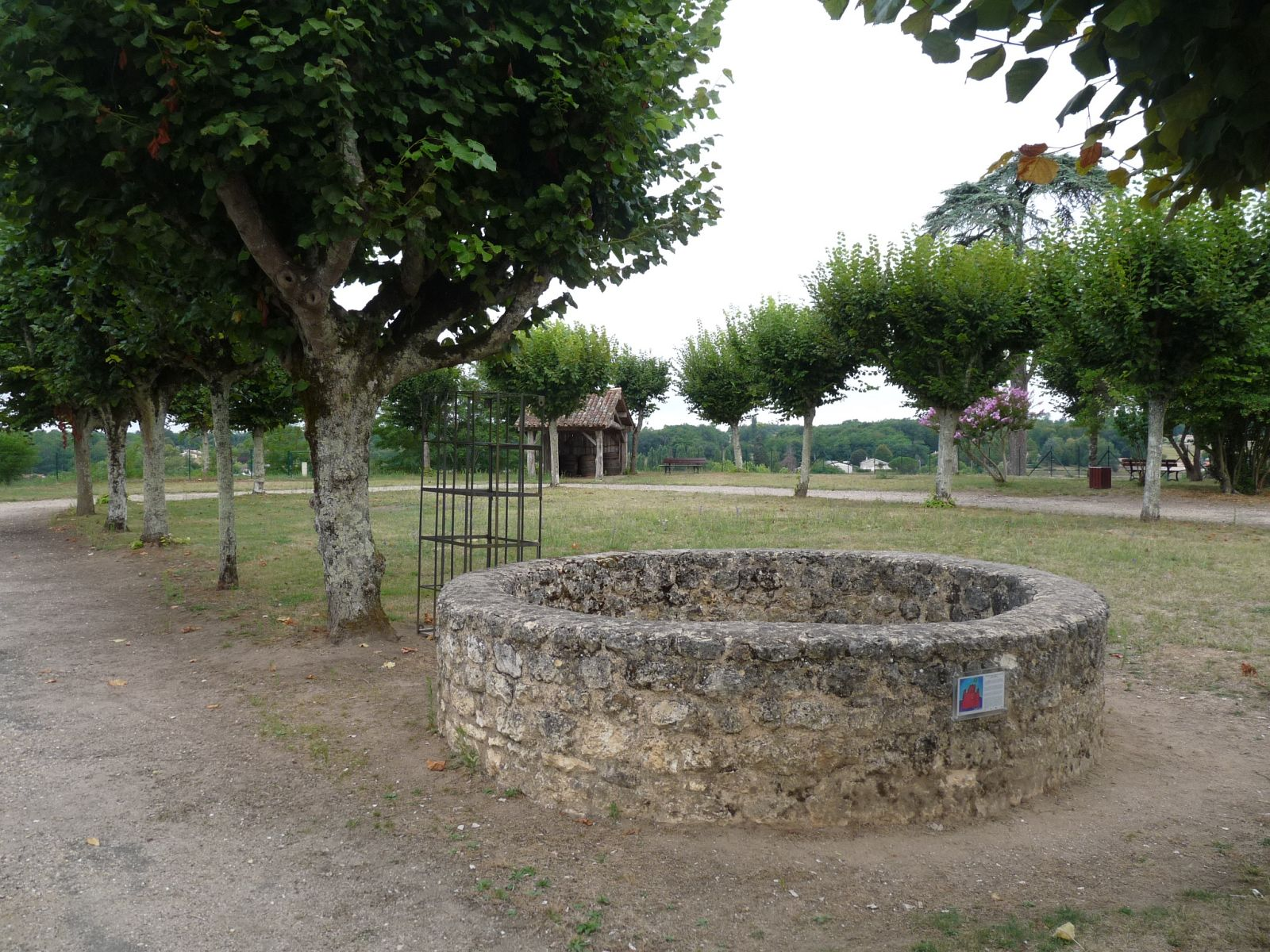
L'ancien puits.
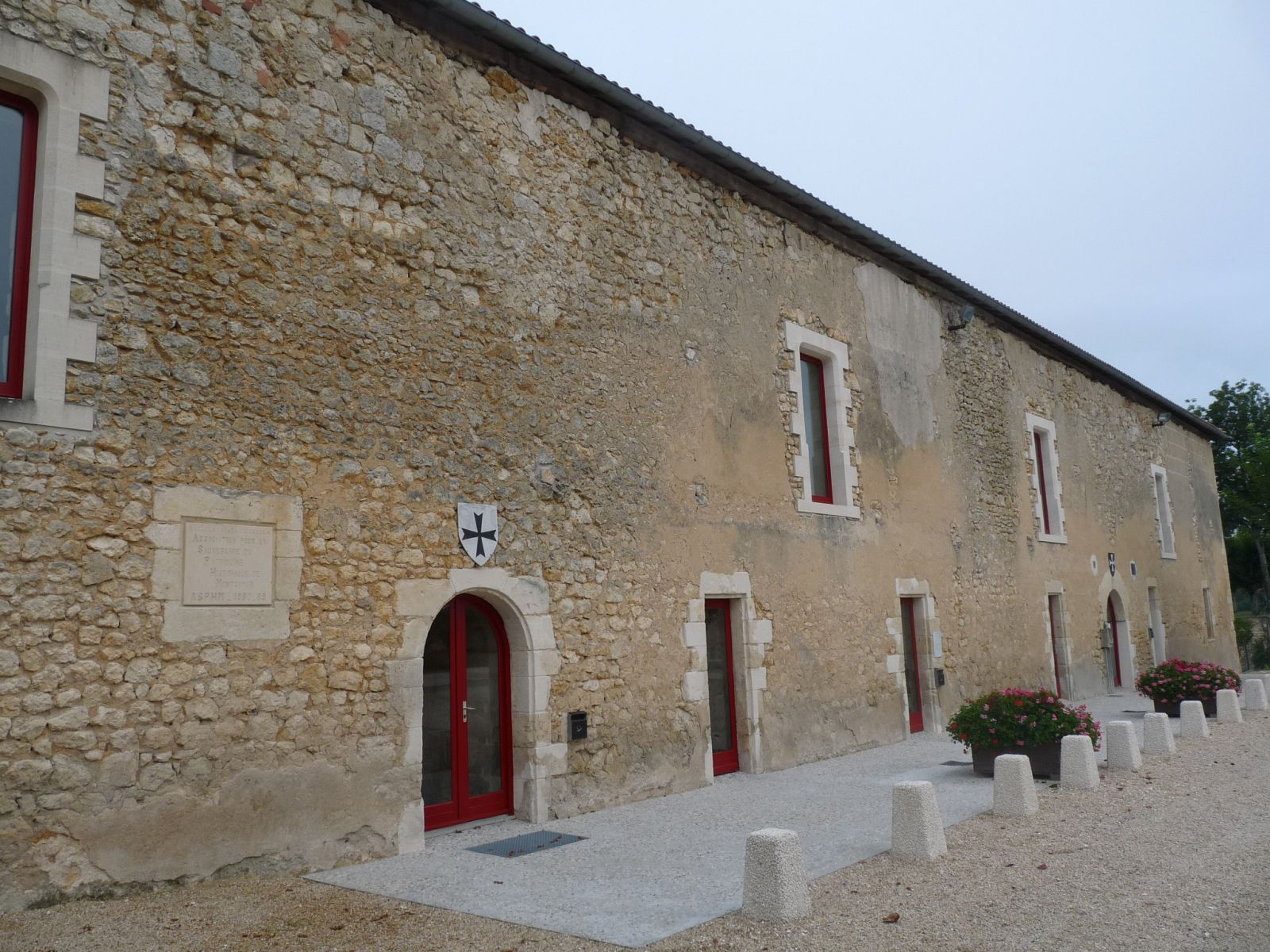
Les anciennes écuries, devant l'éperon.